# الإسلام ومواجهة المذاهب الهدامة (كتاب)
الإسلام ومواجهة المذاهب الهدامة هو كتاب للمؤلف محمد البهي، طبع ونشر عام 1981، ويشرح فيه أن المذاهب الهدامة هي تبريرات يستخدمها أصحاب القوة لحمل الضعفاء على القبول والرضا باستغلال أصحاب القوة، ويعملون على ترويجها بين الضعفاء حتى تصبح واقعًا.

## موضوع الكتاب
دعونا نسأل: هل منطق الحياة البشرية مازال هو الطغيان عن طريق القوة، واستغلال القوي للضعيف؟
بهذا التساؤل افتتح الدكتور البهي كتابهُ (الإسلام ومواجهة المذاهب الهدامة) ولعلهُ أراد بهذه العبارة توضيح أن كل المذاهب التي تعددت وتشعبت ترفع شعار السلطة والطغيان بحق أو بغير وجه حق ولو كان هذا على حساب أمة بأكملها، وأصبحت الأرض مملوئة من أمثال هؤلاء، ولهذا تسائل فضيلتهُ متعجبًا؛ هل هذا حقًا هو منطق الحياة البشرية؟ التكبر والتعالي والطغيان في الأرض بغير حق واستغلال الضعيف بالقوة! ولهذا كانت رسالة رُسل الله الكرام على الأرض، ليست بمثابة سلطة على البشرية أو طغيان، بل كانت ولازالت بمثابة توازن بين الأقوياء والضعفاء، حتى لا يطغى القوي بقوته، ولا يُذَل الضعيف، ولا يقبل الضعيف أن يُستغَل بسبب ضعفه، وإنما على الأقوياء أن يجنبوا قوتهم الاعتداء، وعلى الضعفاء أن يقفوا باسم الحق والعدل بكل قوة في وجه كل قوي يعتدي عليهم باسم سلطته أو قوته، وكل منهم يسعى إلى مؤازرة بعضهم البعض، وإلى اعتصامهم بحبل الله وهدايته.

### المصالح الخاصة للمذاهب
ثم يبين المؤلف - تحت عنصر سمّاه -أليست هذه المذاهب تخفي وراءها مصالح خاصة- أن سوء نية أصحاب هذه المذاهب منذ نشأتها هي التي أوضحت لنا أن هذه المذاهب نشأت من الأساس لكي تهدم لا لتبني، لأنها نشأت لكي تنصر قوتها ولكي تحقق مصالح لها، هذه المصالح قد أعدو أصحاب هذه المذاهب لها العدة ورتبوا لها وهيئوا لها كل السبل حتى تتحقق، فهم لا ينظرون إلى الفقراء أو الضعفاء بعين الرحمة والمساواة والعدل، بل كل ما يهمهم في الأمر هو تحقيق رغباتهم حتى ولو كان علي حساب الضعفاء، وللأسف الشديد، ما يعدوه وما يرتبوا لهُ هو – من الأساس – هدم الدعوة إلى مؤازرة هؤلاء الضعفاء باسم السلطة والقوة والطغيان. ثم يبين المؤلف مثالًا لبعض السلطات والاتجاهات التي أجبرت وأكرهت المسلمين في وقت سابق على نظام معين وعلى فكر معين لم يرتضيه المسلمون، وإنما كان هذا باسم القوة والحكم الذي يعيش في ظله المسلمون. والمؤلف قد ذكر في كتابهِ بعض هذه المذاهب مثل: العلمانية والماسونية والصليبية العالمية (نوادي الروتاري)  والإستشراق –الهدام وليس البناء القائم علي أساس علمي– ومنظومة الإلحاد. والمؤلف قد وضح – على حد قوله وعلى حسب رأيه -أن كل هذه المذاهب ليست فقط مذاهب هدامة، بل إنه لا ينبغي أن نطلق عليها مذاهب فكرية، بل هي في الواقع أكاذيب وحيل وألاعيب تخفي وراؤها أهواء ورغبات.

## المذاهب الفكرية المزيفة
ولتوضيح كلامه أكثر، تحدث المؤلف تحت عنصر سمّاه -أهذهِ مذاهب فكرية!– على سلامة الفكر وصحته وقد بيّن أن الفكر في سلامتهِ وفي صحة منطقهِ: يجب أن لا يخضع للهوى والرغبات.
فإذا حرصت الماسونية – مثلا – على مصالح اليهود وحدهم سواء كانوا مفرقين في العالم كله، أو مجتمعين في دولة واحدة، على حساب أهل الأديان الأخرى، ما هكذا يكون شأن الفكر، وإنما هو شأن الهوى المحض.
وأيضا من يقول إن الصليبية الدولية في دفعها الدعوة في نفوس المثقفين وأصحاب النفوذ والقيادة في كل مجال من المسلمين عن طريق نوادي الروتاري وغيرها، كي يتجنبوا الإسلام في التعامل والمعاملات، والنظرة إلى الحياة، أهذا يختلف عن هدف الماسونية في شئ ! أهواء ورغبات وخطط غير إنسانية، لأنه يتحايل على المسلمين أن يأخذ ما في أيديهم برضاؤهم.

## الإلحاد
وأيضًا ما يسمى بالإلحاد العلمي وتعبيره عن إنكار الأولهية عن طريق أن المنهج العلمي يثبت أن الله خرافة. وأن الدين مُخدِّر تخدر بهِ الشعوب الكادحة! أي منهج علمي يثبت هذا! أهو منهج المادية الذي يجعل العقل تابع إلى البدن وظاهرة من ظواهرهِ؟ فهل الله ظاهرة من ظواهر المادية وليس لهُ وجود مستقل؟ وأي مادة هي التي تعتبر الله ظاهرة لها؟ ما يسمى بالمنهج العلمي في هذا المجال هو منهج الرغبة والهوى ممن هم أصحاب مصلحة في مطاردة الدين ورجالهِ كي تفقد الجماهير سندها – يعني الدين – في الحياة وتصبح عندئذ هينة ضعيفة لا سند لها.
وأيضًا من يتهمون الدين أنهُ يعارض العلم في القضايا الغيبية، بدعوى أنها غير قائمة على أسس تجريبية والعلم نتيجة التجربة وحدها – على حد زعم هؤلاء، من قال ذلك ؟ من قال أن التجربة وحدها هي مصدر العلم؟ أليست الرياضيات علمًا، ومع ذلك ليست نتيجة للتجربة؟ أليس علم الاجتماع مجموعة من التجارب، ومع ذلك ليس علمًا؟ إذن  ما يقولوه احتمال وسيظل احتمالًا طالما إن الإنسان يعيش ويتطور ويطور المجتمع الذي يعيش فيهِ.
والحق يقال أن المؤلف قد أخذ وقتًا طويلًا في توضيح أساس هذه المذاهب -الهدامة حسب قولهِ– وفي تطبيقها، وقد وضع عنوانًا خاصًا لكل مذهب من هذه المذاهب، بعد أن تحدث عنهم بشكل مختصر في البداية.

## المواجهة هي السبيل
في خاتمة الكتاب أشار المؤلف إلى أمرٍ هام تدعي الضرورة إلى ذكره: تحت عنوان ( المواجهة هي السبيل ) يبين المؤلف أن هذه المذاهب كلها لها رأس واحد وهدفهم واحد، ولذلك يأتي على المسلمين أن يتحدوا سويًا لمواجهة هؤلاء، والطريق إلى ذلك ليس بالقوة والسلطة دون وجه حق، بل يكون بالتربية! نعم بالتربية الأساسية للمسلم، وتأكيدها للأجيال الصاعدة، والتربية الأساسية للمسلم تكون بصياغته لأداء ما يناط به، مع التربية النوعية أيضًا التي تؤهلهم للمهن والحرف المختلفة في الحياة، والتقدم في الحياة العلمية حتى يصبح المسلم من صغرهِ ناشأ على العلم والمعرفة موطدًا لذلك بعقيدتهِ السليمة الصحيحة، وعرض المبادئ والأخلاق الإسلامية في وسائل الإعلام وفي الفرد نفسه، من أهم الوسائل التي من خلالها نحارب هذه المذاهب الهدامة. لماذا لا يظهر للعالم أجمع سوى المسلم الذي يبعد عن دينه تمام البعد وعن قيمه وآدابه! ثم بعد ذلك يكون الحكم على الإسلام ! فالمسلم في الخارج ووسائل الإعلام في بلاد المسلمين لابد وأن تحرص على عرض المبادئ الإسلامية، وملائماتها لخصائص الطبيعة البشرية، بحيث يتكون من عرضها منهج عملي في حياة البشرية.

## روابط خارجية
- محتوى الكتاب
- تحميل الكتاب